# Sacred Heart Cathedral (Suva)

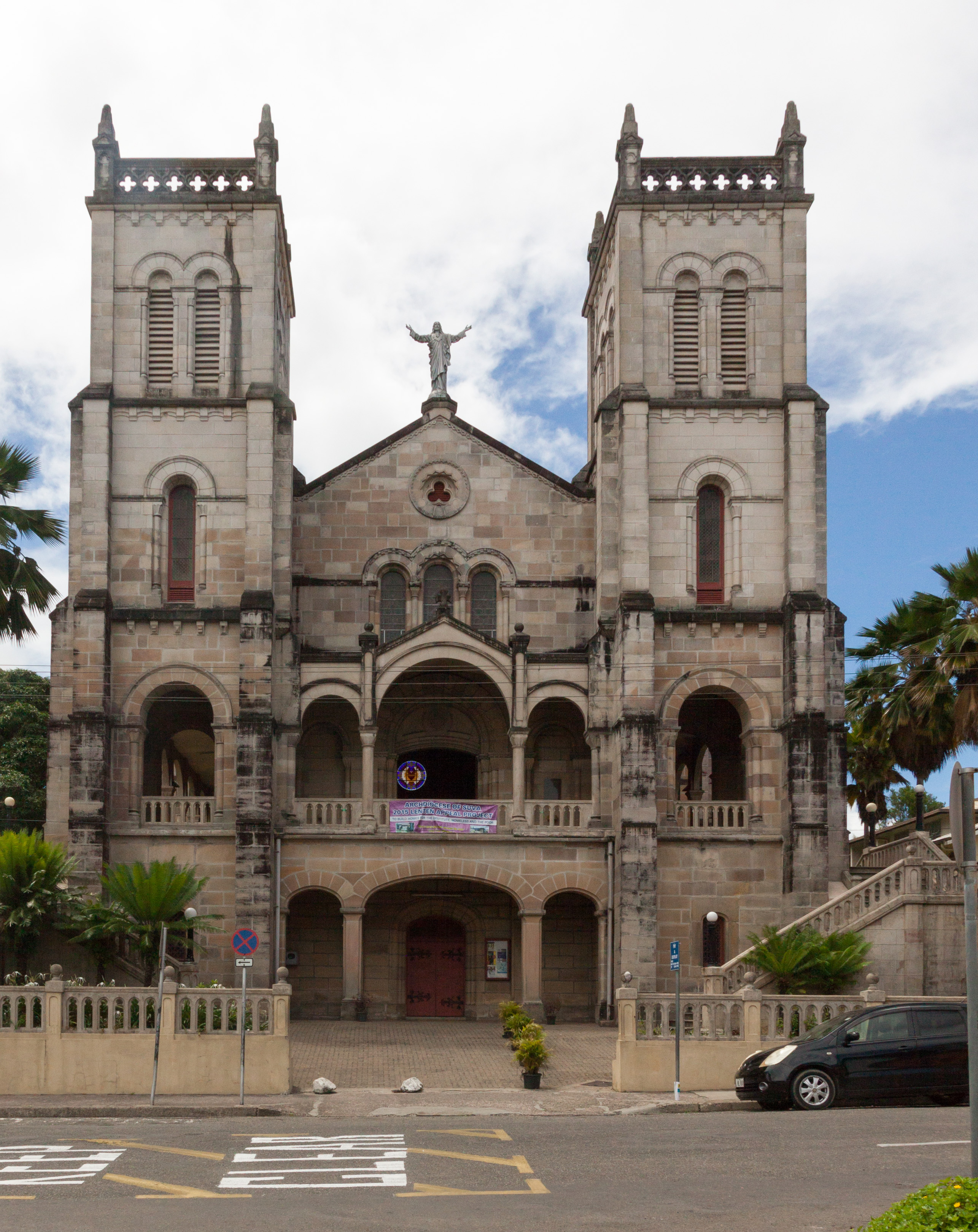
Die Herz-Jesu-Kathedrale von Suva.

Die Sacred Heart Cathedral (Herz-Jesu-Kathedrale), auch einfach Kathedrale von Suva genannt, ist eine römisch-katholische Kirche in Suva, der Hauptstadt von Fidschi. Sie steht unter dem Patrozinium des Heiligsten Herzens Jesu und ist Sitz der im Jahre 1966 von Papst Paul VI. gegründeten Erzdiözese von Suva, welche den gesamten Staat umfasst. Gegenwärtiger Erzbischof ist Peter Loy Chong. Die 1902 fertiggestellte Kirche steht an der Pratt Street, Ecke Murray Street.
Der Bau der zweitürmigen Kirche begann im Jahre 1895. Der neoromanische Bau folgt in seiner Architektur Vorbildern römischer Kirchen. Für den Bau der Herz-Jesu-Kathedrale wurden große Mengen Sandstein aus einem Steinbruch in der Nähe von Sydney (Australien) sowie Holz aus Quebec (Kanada) importiert. Die Kathedrale ist mit Buntglasfenstern und einer Krypta im Untergeschoss ausgestattet. Der verstorbene Erzbischof Petero Mataca wurde als erster kirchlicher Würdenträger in einem Nebenraum unterhalb der Kathedrale begraben. In der Gruft sollen künftig die Erzbischöfe von Suva ihre letzte Ruhestätte finden.